# Pierra Menta
Pour l’article homonyme, voir Pierra Menta (compétition).
La Pierra Menta, anciennement Pierre Menta, est un sommet du massif du Beaufortain, dans le département français de la Savoie, culminant à 2 714 m. Malgré cette altitude modeste, ce sommet est remarquable par son énorme éperon monolithique (120 mètres de paroi verticale environ) au sommet d'une arête rocheuse. Elle a ainsi donné son nom à une course de ski de randonnée de renommée internationale, la Pierra Menta. Le nom dérive directement du francoprovençal Perrâ mentâ, « pierre montée ».

## Toponymie
Le toponyme de Pierra Menta se trouve écrit également avec les formes Piera ou Mentaz. Selon l'ouvrage Questions archéologiques et historiques sur les Alpes de Savoie (1871), de l'abbé Ducis, « Diverses légendes se rattachent à cette masse gigantesque, qui porte le nom de Piera Menta, la pierre du milieu, soit le roc-limite entre deux populations de races diverses ». Toutefois le chanoine Gros indique que cette définition est « plus ingénieuse que solide ».
Le mot de Menta(z), ne signifie pas « moitié » ou « milieu », mais désigne le nom d'un homme.

## Géographie
La Pierra Menta est située dans l'est du massif du Beaufortain, au sein des plus hauts sommets du massif, au sud-est du lac de Roselend. Culminant à 2 714 mètres d'altitude, elle domine le ruisseau de Treicol au nord-ouest et celui de l'Ormente au sud-est, entourée par le roc de Charbonnière au sud-ouest, le mont Rosset au sud-sud-est, la pointe de Gargan et la pointe de Presset au nord-est, le Roignais — point culminant du massif avec 2 995 mètres d'altitude — lui faisant face au nord-est. Les refuges de la Balme et de Presset sont situés à ses pieds.
Son aspect monolithique dominant des pentes herbeuses sur une crête rappelle celui de la dent du Lan dans le massif du Chablais, à la frontière franco-suisse.

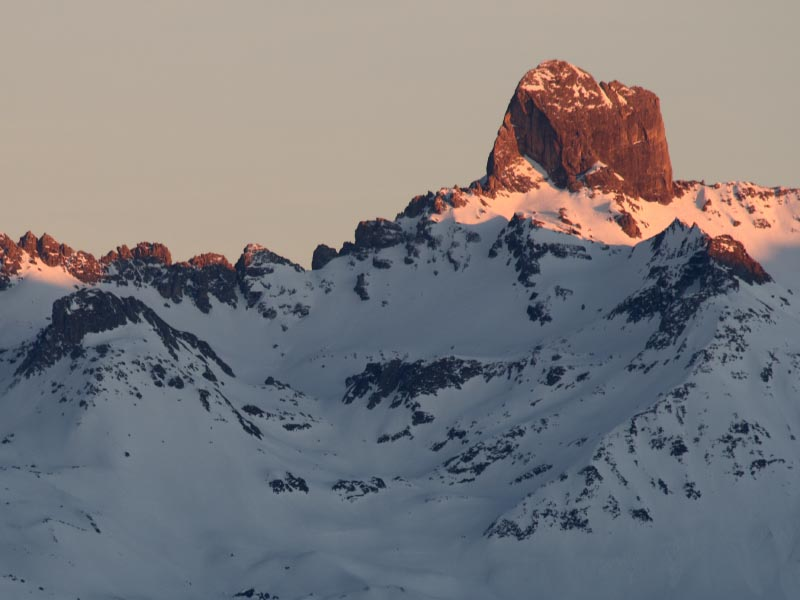
La Pierra Menta au coucher du soleil depuis le nord-ouest.
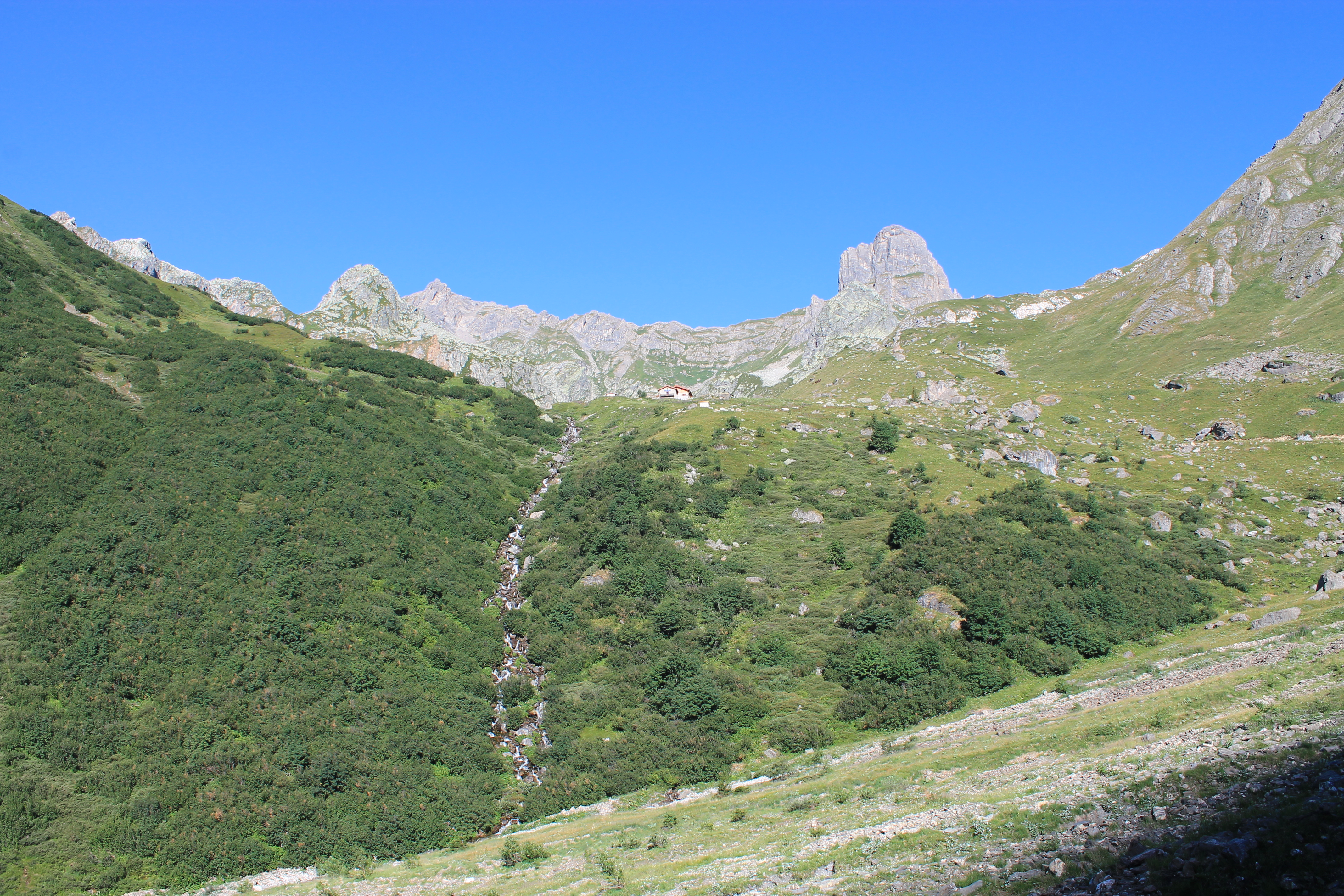
Vallée de Foran avec le torrent de l'Ormente. Au fond, les versants orientaux du roc de la Charbonnière (à gauche) et de la Pierra Menta (à droite) vus du sud, depuis la vallée.
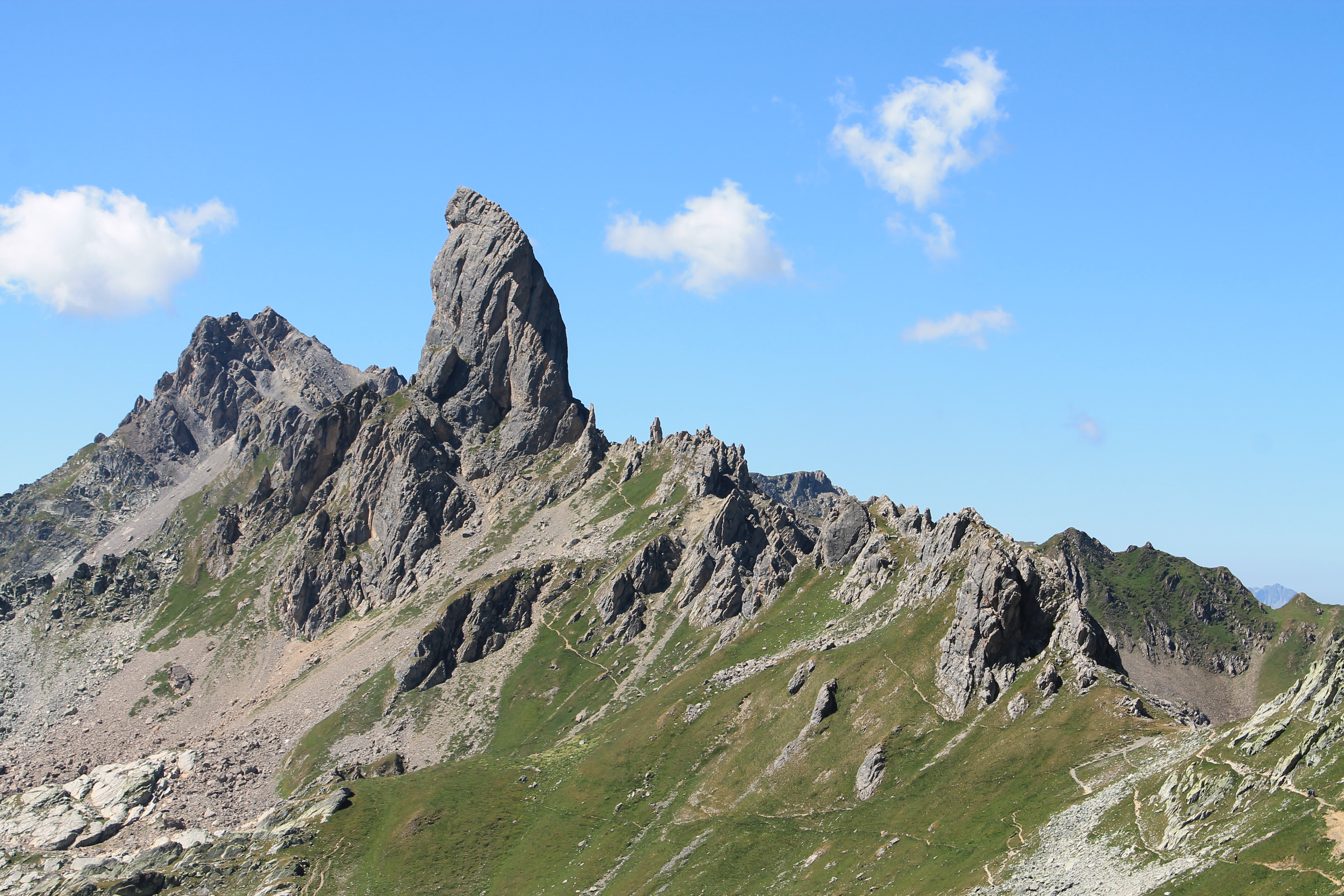
De gauche à droite le roc de la Charbonnière, la Pierra Menta et le col du Bresson, vus du nord-est, depuis la pente d'accès au refuge de Presset au nord-est.
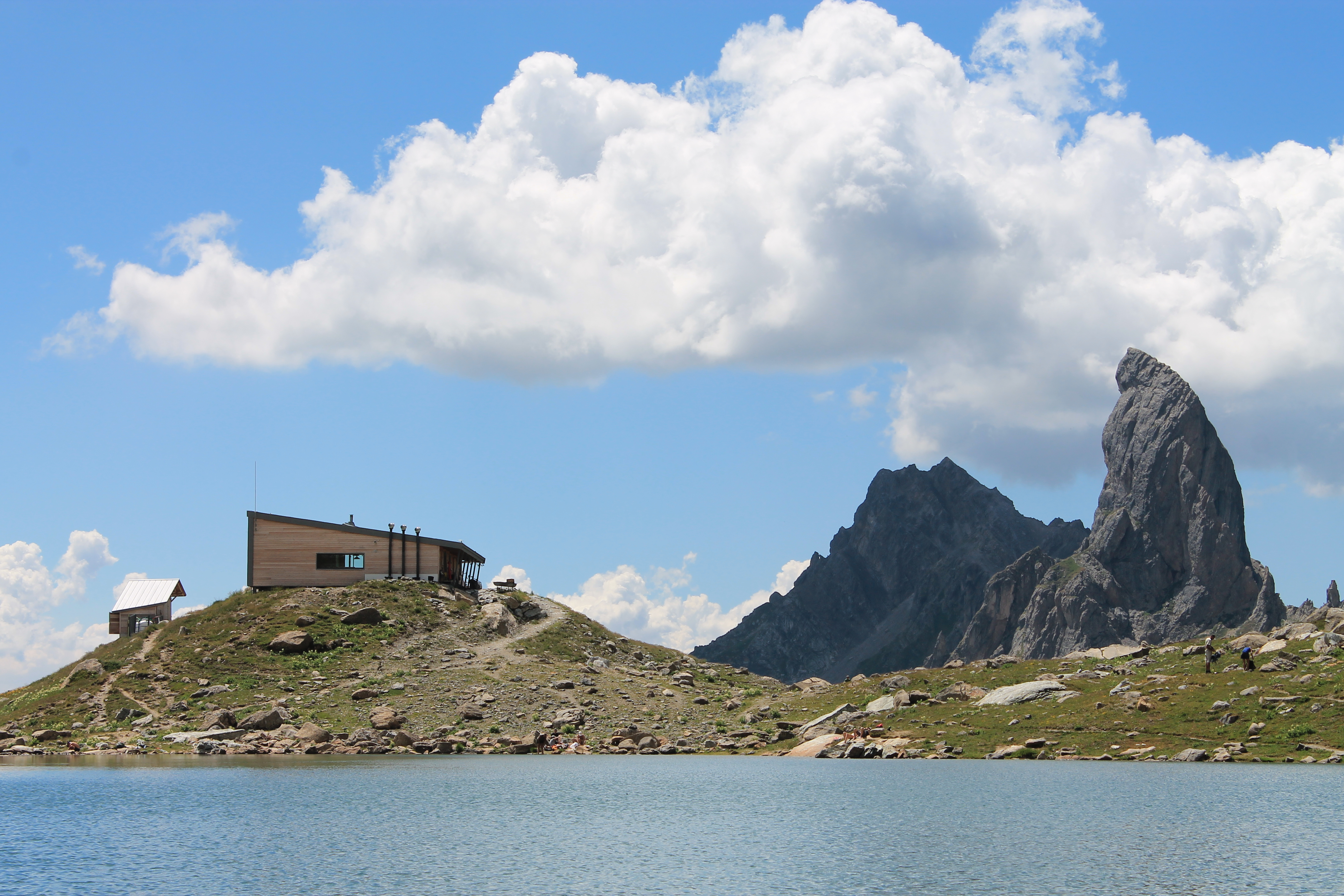
De gauche à droite, le refuge de Presset, le roc de la Charbonnière et la Pierra Menta vus du nord-est, depuis le lac de Presset au nord-est.
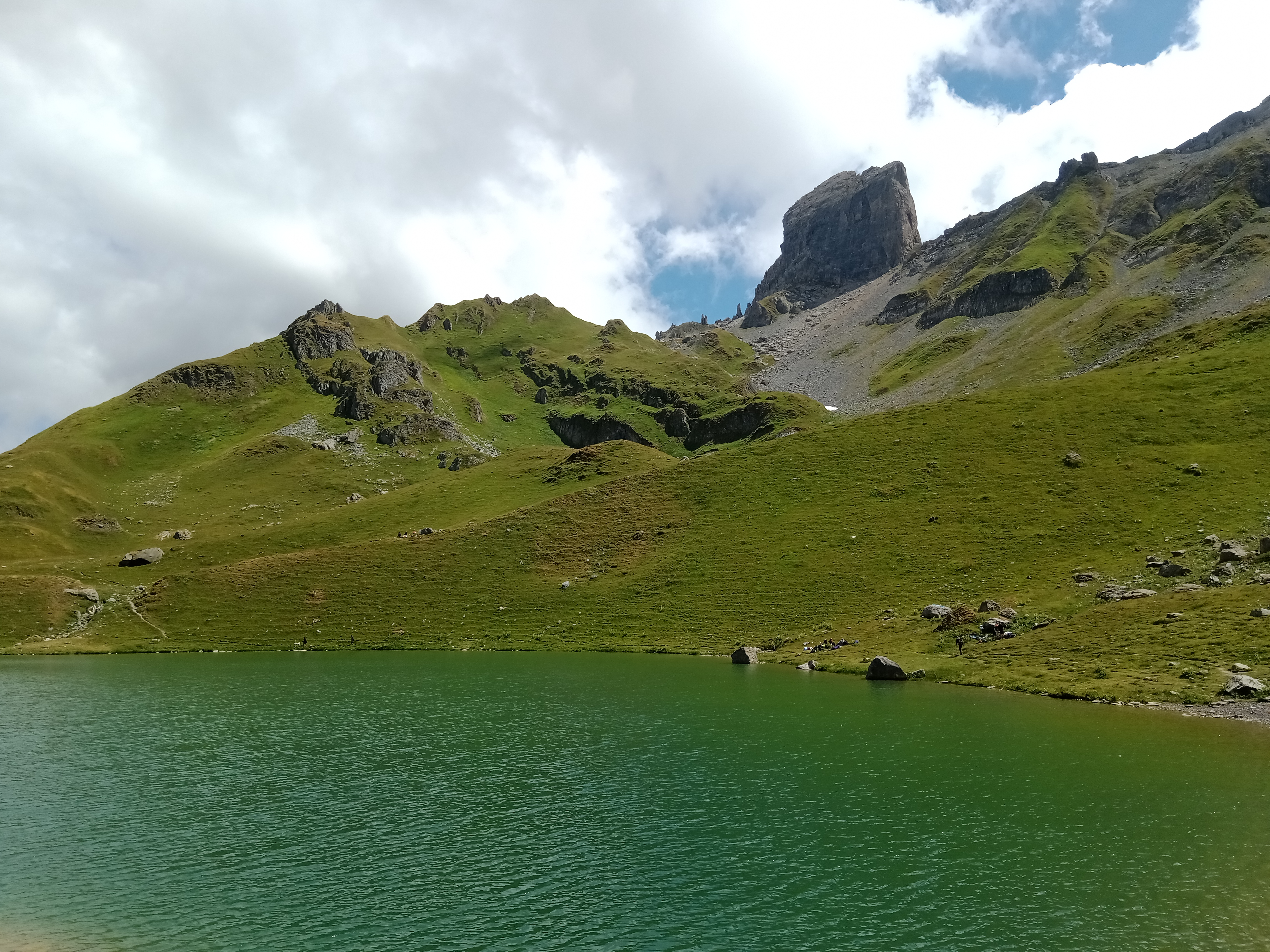
La Pierra Menta depuis le lac d'Amour au sud-ouest.
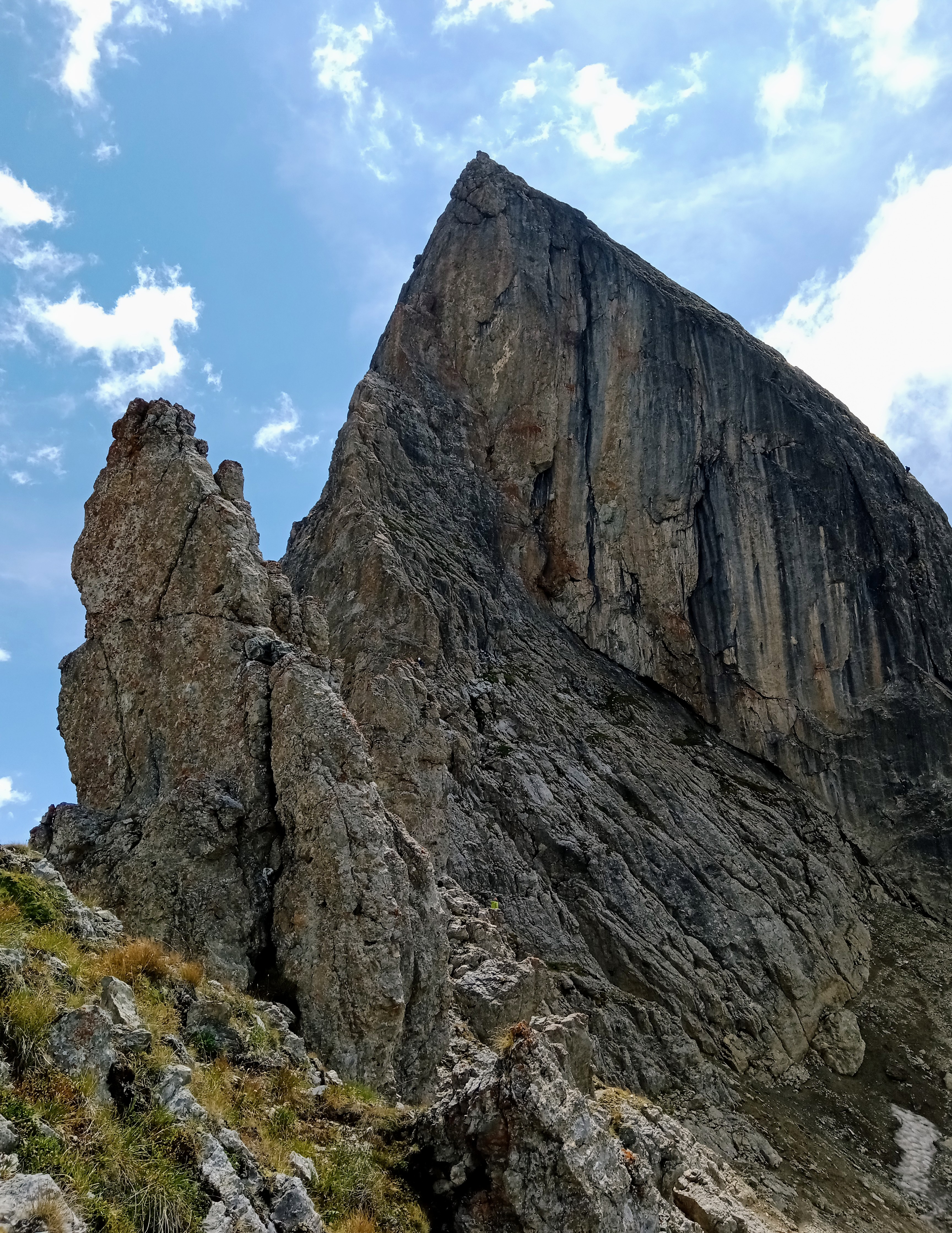
La Pierra Menta depuis le Passeur de la Mintaz au nord.
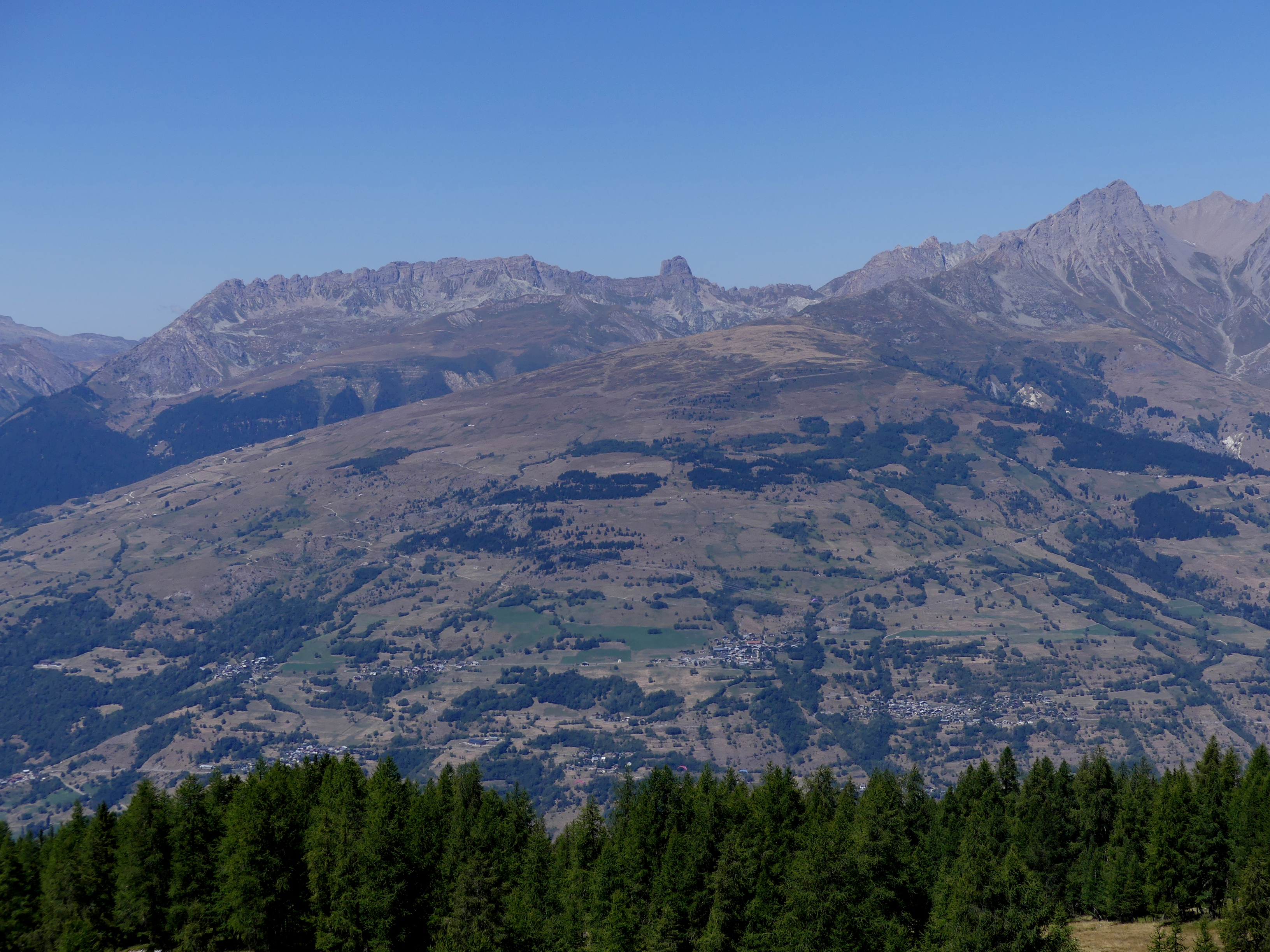
La Pierra Menta encadrée par la Grande Paréi à gauche et le Roignais à droite avec devant eux le dôme de Vaugelaz depuis Peisey-Vallandry de l'autre côté de la vallée de la Tarentaise au sud-est.

## Alpinisme
- 1922 - Première ascension, par la face ouest, par J.P. Loustalot et Léon Zwingelstein, le 6 juillet[4],[5].
- 1923 - Face est par J. Payot et F. Peterlongo
- 1937 - Arête nord par J. Mermillod et Alfred Coutet

## Légende
Selon une légende locale, le géant Gargantua a expédié d'un coup de pied un bout de la chaîne des Aravis — créant ainsi le col des Aravis — qui est venu se planter en plein massif du Beaufortain.